# Rio Umari
O rio Umari é um curso de água localizado na mesorregião do Oeste Potiguar no estado do Rio Grande do Norte. Nasce na na divisa com a Paraíba e desagua no rio Apodi. Seu nome deriva do "umari", a fruta da umarizeira, planta abundante em suas margens.
O rio passa pelos municípios de Catolé do Rocha (apenas partes da nascente), João Dias, Almino Afonso, Lucrécia, Umarizal, Olho-d'Água do Borges, Caraúbas, Felipe Guerra e Apodi. É seco por certa parte do ano. No rio, já foram construídos vários açudes e barragens, como o Açude do Rodeador, em Umarizal.
É conhecido como "rio da esperança", porém com a poluição ocorrida em munícios como Lucrécia e a assoreação vinda do intenso desmatamento, está em risco a continuidade deste rio.
O seu principal afluente é o riacho Gavião, destacando-se ainda o riacho Olho d'Água do Borges e o riacho Quixeré, além de diversos córregos que mantêm seu leito durante alguns meses.